# Diapensienartiger Steinbrech
Der Diapensienartige Steinbrech (Saxifraga diapensioides), auch Diapensien-Steinbrech genannt, ist eine Pflanzenart aus der Gattung Steinbrech (Saxifraga) in der Familie der Steinbrechgewächse (Saxifragaceae). Er ist ein Endemit der Westalpen und wächst in Kalkfelsen.

## Beschreibung

### Vegetative Merkmale
Der Diapensienartige Steinbrech ist eine ausdauernde krautige Pflanze, die Wuchshöhen von 3 bis 8 Zentimetern erreicht. Er wächst in dichten, harten Polstern aus säulenförmigen, dachziegelartig beblätterten Stängeln.
Die schief aufrechten bis anliegenden Stängelblätter sind hell-graugrün und bei einer Länge von 4 bis 6 Millimetern sowie einer Breite von 1 bis 2 Millimetern länglich-eiförmig mit schwach gekielter Spreitenbasis und stumpfem oberen Ende. Die Blattoberseite weist fünf bis sieben kalkabscheidende Gruben auf und die -unterseite ist schwach gekielt. Sie sind schmal hautrandig. Außer wenigen Haaren nahe der Basis sind sie kahl. Die locker angeordneten Stängelblätter der blütentragenden Stängel sind linealisch und dicht langdrüsig behaart.

### Generative Merkmale
Die Blütezeit reicht von Juni bis August. Der Blütenstandsschaft ist dicht langdrüsig behaart. Der Blütenstand enthält nur zwei oder drei bis fünf oder bis zu sechs Blüten.
Die zwittrigen Blüten sind radiärsymmetrisch mit doppelter Blütenhülle. Die Kelchblätter sind drüsig. Die Kronblätter sind etwa zwei- bis dreimal so lang wie die Kelchblätter. Die weißen Kronblätter mit roten Nerven sind bei einer Länge von etwa 8 Millimetern sowie einer Breite von etwa 5 Millimetern länglich-eiförmig und vielnervig. Die Staubblätter sind etwa so lang wie die Stylodien. Der Fruchtknoten ist fast ganz unterständig.
An der Frucht mit die haltbaren spreizenden, ziemlich langen Stylodien vorhanden. Die Kapselfrucht ist bei einer Länge von 4 bis 4,5 Millimeter eiförmig. Die braunen Samen sind bei einer Länge von etwa 0,6 Millimetern spindelförmig ellipsoidisch mit fein runzeliger Oberfläche.
Die Chromosomenzahl beträgt 2n = 26.

## Unterschiede zu ähnlichen Arten
Der Diapensienartige Steinbrech (Saxifraga diapensioides) ist dem Tombea-Steinbrech (Saxifraga tombeanensis) sehr ähnlich. Die Arten unterscheiden sich hauptsächlich in der Ausbildung der Laubblätter. Diese sind bei dieser Art weniger grau-grün, dünner und etwas kürzer, mit einer einwärts gekrümmten Stachelspitze. Auch Saxifraga caesia ist ähnlich.

## Vorkommen
Der Diapensienartige Steinbrech ist ein Endemit der Westalpen, er kommt in Italien, Frankreich und der Schweiz, von den Seealpen bis ins Unterwallis vor. Er gedeiht subalpin bis alpin in der Schweiz in Höhenlagen von 1350 bis 2450 Metern, in Italien von 900 bis 2800 Metern.
Der Diapensienartige Steinbrech gilt in der Schweiz als selten, aber nicht gefährdet. Sie gilt in der Schweiz als „teilendemisch“, mit einem Anteil am Gesamtareal von etwa 10 Prozent.
Er wächst in Spalten von Kalk- und Dolomitfelsen, selten in Kalkschutt. In der alpinen Höhenstufe kommt der Diapensienartige Steinbrech oft isoliert, ohne begleitende Pflanzenarten, vor. In der subalpinen Höhenstufe wächst der Diapensienartige Steinbrech beispielsweise im Val de Rhêmes auch auf kleinsten felsigen Absätzen innerhalb von Trockenrasen.
Die ökologischen Zeigerwerte nach Landolt et al. 2010 sind in der Schweiz: Feuchtezahl F = 1 (sehr trocken), Lichtzahl L = 5 (sehr hell), Reaktionszahl R = 5 (basisch), Temperaturzahl T = 1+ (unter-alpin, supra-subalpin und ober-subalpin), Nährstoffzahl N = 1 (sehr nährstoffarm), Kontinentalitätszahl K = 4 (subkontinental).

## Nutzung
Der Diapensienartige Steinbrech wird von Liebhabern im Alpinum als Zierpflanze verwendet.

## Taxonomie
Die Erstbeschreibung von Saxifraga diapensioides erfolgte 1792 durch Carlo Antonio Lodovico Bellardi in seinem Werk Appendix Ludovici Bellardi ad Floram Pedemontanam. Das Artepitheton diapensioides bedeutet so viel wie „Diapensia-artig“ und bezieht sich auf die Ähnlichkeit im Habitus zur (arktischen) Diapensia lapponica L.
Die Art Saxifraga diapensioides gehört zur Subsektion Kabschia der Sektion Porphyrion in der Gattung Saxifraga; diese Einordnung ist durch genetische Untersuchung bestätigt worden.